# 阮文溜
阮文溜（越南语：／，？—1518年），也作阮文滔（越南语：／），阮朝奠基者昭勳靖公阮淦的父親。

## 生平
史載阮文溜八歲能讀書、十五歲熟練武術，黎憲宗時以世家子授典兵，又擔任沱江經略使。後來威穆帝無道，他投靠襄翼帝，並在清華起兵，進攻東京令威穆帝出逃。襄翼帝即位，阮文溜以功封太傅澄國公（越南语：／）。
正史無載阮文溜去世年份，而系譜網站Royalark則作光紹三年（1518年），《阮福族世譜》作陰曆八月四日去世，去世年份無考。

## 家庭
- 父：副郡公阮如琢[5]

### 妻妾
- 正室：澄國公夫人枚氏[6]

### 子女
- 子：
  - 阮肇祖阮淦
  - 威春侯[7]阮宗泰[2]

## 腳註
1. ↑  但陈仲金《越南史略》引用歷史小說《越南開國誌傳》，稱阮淦是安國公阮弘裕之子。